# Сазоново (село, Московская область)
Сазо́ново — село в муниципальном округе Егорьевск Московской области России. 

## Название
Название связано с календарным личным именем Созон.

## География
Село Сазоново расположено в южной части муниципального округа Егорьевск, примерно в 41 километре к юго-востоку от города Егорьевск. Высота над уровнем моря 122 метров.

## История
Село возникло в 1862 году путём выселения части крестьян из села Радовицы. Жители села относились к разряду государственных крестьян. После 1861 года село вошло в состав Куплиямской волости Егорьевского уезда. Приход находился в селе Радовицы.
В 1926 году село входило в Сазоновский сельсовет Куплиямской волости Егорьевского уезда.
До 1994 года Сазоново входило в состав Куплиямского сельсовета Егорьевского района, а в 1994—2006 гг. — Куплиямского сельского округа.
Постановлением Губернатора Московской области от 30 июля 2018 года № 313-ПГ категория населённого пункта изменена с «деревня» на «село».
Входит в состав городского поселения Рязановский.

## Демография
В 1885 году в деревне проживало 150 человек, в 1905 году — 240 человек (124 мужчины, 116 женщин), в 1926 году — 302 человека (139 мужчин, 163 женщины). По переписи 2002 года — 37 человек (15 мужчин, 22 женщины). Население — 29 человек (2010).
| 1885 | 1905 | 1926 | 2002 | 2006 | 2010 |
| ---- | ---- | ---- | ---- | ---- | ---- |
| 150  | ↗240 | ↗302 | ↘37  | ↘35  | ↘29  |